# ピア (サウスダコタ州)
ピア（Pierre）は、アメリカ合衆国サウスダコタ州の州都。人口は1万4091人（2020年）。1880年にミズーリ川の河岸、ピア砦の対岸に都市を創設。1889年にサウスダコタ州が連邦40番目の州として昇格すると、同市が州都と定められ、現在に至る。ヒューズ郡の郡庁が立地する。
ピア市の上流約10kmほどに、ミズーリ川をせきとめた人造湖、オアヘ湖（Lake Oahe）のダムサイトがある。オアヘ湖は南北約372kmにわたり、その一部がノースダコタ州の州域にまたがる広大な湖である。周辺は釣りのメッカになっている。

## 地理
ピアは、北緯44度22分5秒 西経100度20分11秒 / 北緯44.36806度 西経100.33639度(44.367966, -100.336378)に位置している。
アメリカ合衆国統計局によると、ピア市は総面積33.7 km2 (13.0 mi2) である。そのほとんど全域が陸地であり、水地域は総面積の0.08%に過ぎない。

## ランドマーク

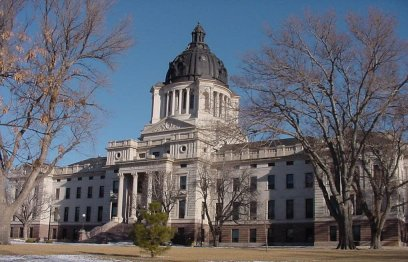
サウスダコタ州会議事堂

サウスダコタ州会議事堂はピアのダウンタウン、ミズーリ川の河岸に建っている。大理石造り、白亜の美しいこの建築物は1905年に完成した。ピアが州都に定められたのは1889年のことである。それまでは、1861年から1883年までヤンクトン市に、1883年から1889年までビスマーク市（現ノースダコタ州）にそれぞれダコタ準州の州都が置かれていた。

## 交通
ピア市の玄関口となっている空港はダウンタウンの東4kmに位置するピア地域空港である。ミネアポリス・セントポール国際空港などからの近距離の便が中心の、小規模な空港である。
市内にはアムトラックの駅はない。グレイハウンドのバスの便もないが、提携しているジェファーソン・ラインのバスターミナルがダウンタウンにあり、州内の主要都市への便がある。
ピアには州間高速道路が通っていない。アラスカ州とハワイ州を除くアメリカ合衆国本土48州のうち、州間高速道路が通っていない州都はピアのほかにはネバダ州カーソンシティ、ミズーリ州ジェファーソンシティ、デラウェア州ドーバーの3都市のみである。

## 人口動静
2000年現在の国勢調査で、ピア市は人口13,876人、世帯数5,567、3,574家族が暮らしている。人口密度は411.5人/km2 (1,065.8人/mi2) である。176.4軒/km2 (457.0軒/mi2) の密度で5,949軒の住宅が建っている。
同市の人口構成を人種別に見ると白人88.91%、アフリカン・アメリカン0.20%、ネイティブ・アメリカン8.56%、アジア人0.46%、太平洋諸島系0.02%、その他の人種0.29%、及び混血1.56%である。人口の1.25%はヒスパニックまたはラテン系である。
同市の5,567世帯のうち、18歳未満の子供がいる世帯は32.9%、結婚・同居している世帯は51.6%、未婚・離婚女性が世帯主である世帯は9.5%、非家族世帯は35.8%である。単身世帯は31.5%、65歳以上の老人1人暮らしの世帯は10.7%である。世帯の平均構成人数は2.35人、家族の平均構成人数は2.96人である。
同市の人口構成を年齢別に見ると18歳未満27.2%、18-24歳6.5%、25-44歳28.6%、45-64歳23.6%、65歳以上14.1%となっている。年齢の中央値は38歳である。性比は女性100人あたり男性90.5人である。18歳以上では女性100人あたり男性は85.4人である。
同市の世帯の収入の中央値は42,962米ドルであり、家族の収入の中央値は52,144米ドルである。収入の中央値を性別で見ると男性32,969米ドルに対して女性は22,865米ドルである。同市の1人当たり収入 (per capita income) は20,462米ドルである。人口の7.8%及び家族の5.5% は貧困線以下である。18歳未満の7.9%及び65歳以上の9.2%は貧困線以下の生活を送っている。